# 알로이스 히틀러
알로이스 히틀러(독일어: Alois Hitler, 출생명은 알로이스 시클그루버(독일어: Alois Schicklgruber), 1837년 6월 7일 ~ 1903년 1월 3일)는 오스트리아의 세관 공무원으로 아돌프 히틀러의 아버지이다.

## 생애

### 유년 시절
그는 발트비어텔의 슈트로네스에서 베르너 마저의 표현으로 '소박한 집'에서 알로이스 시클그루버라는 이름으로 태어났다. 그의 어머니는 마리아 시클그루버인데 시클그루버의 전 조상대는 대대로 슈트로네스에서 거주했다. 통상 알로이스의 아버지는 요한 게오르크 히들러로 보고 있지만 알로이스의 생부가 누구인지는 아직 정확하게 밝혀지지 않았기 때문에 그는 사생아로 기록되어 있었다. 알로이스의 본명인 시클그루버라는 이름은 인근 마을의 될러스하임(독일어: Döllersheim)의 한 루터교회의 성직자가 세례명으로 명명한 것인데, 위에서 설명했듯이 성직자는 알로이스 시클그루버의 아버지를 모르는 관계로 '사생아'라고 적어 놓았다. 이것은 오류였고 이 사실을 접한 아돌프 히틀러의 정적들은 그에게 언제나 '사생아의 자식' 이라 조롱을 받곤 했다. 이같이 왜곡된 사실은 최근까지 발행된 몇몇 서적에서도 드러나고 있다. 그러나 히틀러가 이러한 이유로 아버지를 원망한 적은 없었다고 한다. 역사가인 앨런 불룩은 성인의 알로이스를 “무뚝뚝하고, 동정심 없으며, 성마른” 사람이었다고 묘사하고 있다. 알로이스 히틀러는 마리아 시클그루버에 의해 양육되었다. 마리아와 요한 게오르크 히들러가 '정식으로' 결혼한 것은 알로이스 히틀러가 5살인 시기이다.
요한 게오르크 히들러와 결혼한 마리아 시클그루버는 알로이스가 10살 되던 해에 삼촌인 요한 네포무크 히들러가 거주하며 농장을 가지고 있었던 슈피탈로 보냈는데, 이때부터 그는 자신의 이름인 히들러(독일어: Hiedler)나 시클그루버라는 이름을 싫어하여 적지 않고 대신 '히틀러'라 적기 시작했다고 한다.(정식으로 개명한 것은 더 뒤이다.) 하지만 그리 멀리 보낸 것도 아니어서, 요하네스와 마리아는 인근 마을의 클라인-모텐으로 이사를 간 후에 살았다.

### 도제 생활
알로이스 히틀러는 겨우 초등학교만을 졸업한 채 그 지역(슈피탈)의 구두직공의 조수로 처음에는 구두수선하는 법을 배우게 되었고, 이후 빈으로 가 구두수선공의 도제 시험에 합격하기 위해 약 5년간을 일해 자격증을 얻었다. 아돌프 히틀러의 자서전 나의 투쟁(독일어: Mein Kampf)을 참고하자면, 그는 13세 때 도제하는 것을 배우기 위해 비엔나, 즉 빈으로 갔다고 설명하고 있고, 그 곳에서 약 5년간을 습득하여 18세 때 도제 시험에 합격했다고 적어놓고 있다. 그러나 실제로는 17살이며 나의 투쟁이 오류이다.

### 관리 생활
그러나 알로이스는 당시로써는 고급 직무였던 공무원을 하기 위해 도제직을 포기하고 대신에 오스트리아 정부에서 주최한 행정 사무직 선발에 합격하여 1855년 처음으로 재정부 국경 감시 세관원으로 임명됨에 따라 18세의 나이에 공무원이 되었다. 그리고 이 시기부터 그는 군복 비슷한 제복을 입게 되었다. 공무원이 되면서 잦은 재배치로 그는 한 지역에 정착하지 못하고 이사를 11번이나 해야했다.
이후 그는 계속 승진하여 1860년에는 국경 감시 하사관직에 올라 오스트리아의 벨스(독일어: Wels, 오버외스터라이히주(독일어: Oberösterreich)에서 두 번째로 큰 도시)에서 근무하게 되고, 이후 승진을 위한 특별한 훈련과 시험에 합격하여 1864년에는 재무부 수위 겸 보고자(독일어: Finanzwach Oberaufseher, 피난츠바흐 오버아우프제어)를 시작으로 처음 정식 관리직을 맡게 되었다. 이후 린츠, 브라우나우암인을 배회하면서 차례로 세관 근무 임시 사무관보, 동사무관, 검사관보를 거쳐 1875년에는 브라우나우암인의 세관 사무관, 1892년에는 임시 상급 사무관이 될 정도로 높은 승진을 거듭했다. 이는 초등학교밖에 나오지 않은 알로이스에게는 큰 성공이었다고 할 수 있다. 그러나 그 이상의 진급은 일정한 학력이 요구되었기에 더 이상 진급할 수는 없었다. 아돌프 히틀러는 1889년 4월 20일 브라우나우암인에 태어났는데, 이 곳은 독일과 오스트리아의 국경에 자리잡은 마을이었다. 그래서 히틀러는 나의 투쟁에서 이 마을에서 태어난 것을 이렇게 기술하고 있다.
나는.....브라우나우가(브라우나우암인이) 운명적으로 나의 탄생지가 된 것을 행복하게 생각하고 있다. 왜냐하면 이 작은 도시는 두 개의 독일의 경계를 이루고 있는데, 적어도 이 양국의 재합병이야말로 우리들 청년이 어떠한 수단을 써서라도 실현하지 않으면 안 될 필생의 사업이라고 생각되기 때문이다.....동일한 피는 공통된 국가를 요구한다.....그러므로 나에겐 이 작은 국경도시가 큰 사명의 상징처럼 여기진다.— 아돌프 히틀러, 《나의 투쟁》(1935년), 제 1부 <민족주의적 세계관> 제1장 <생가에서> 의 서문.

### 히틀러로의 개명
그가 정식으로 알로이스 시클그루버에서 알로이스 히틀러로 이름을 바꾼 것은 그가 39세였던 1876년인데, 《신화적 히틀러》를 편찬한 히틀러 역사가인 옥스퍼드 대학 교수 이언 커쇼(영어: Ian Kershaw)는 다음과 같이 언급하고 있다.

The first of many strokes of good fortune for Adolf Hitler took place thirteen years before he was born. In 1876, the man who was to become his father changed his name from Alois Schicklgruber to Alois Hitler....Certainly, 'Heil Schicklgruber' would have sounded pretty dumb for a war hero.

아돌프 히틀러가 태어나기 13년 전에 히틀러를 위한 처음으로 좋은 뜻밖의 행운이 일어났다. 1876년, 그의 아버지가 될 그 남자는 그의 이름을 알로이스 시클그루버에서 알로이스 히틀러로 바꾸었다.....확실히, 전쟁 영웅을 이르기엔 '하일 시클그루버'는 꽤나 멍청하게 들렸을 것이다.

알로이스는 1876년 여름, 그러니까 그의 나이로 39세 때 그의 성명인 시클그루버를 삭제하고 공식적으로 '히틀러'라고 스스로 개명했다. 이 개명에 대한 추측은 몇 가지가 있는데, 그 중 가장 유력한 하나는 자신의 삼촌이자 어쩌면 자신의 생부일지도 모르던 요한 네포무크 히들러(독일어: Johann Nepomuk Hiedler)의 법적인 아들로 내세우기 위해 개명했다는 것이고, 이러한 개명으로 자작농이자 부농이었던 네포무크의 유산을 얻을 수 있었기 때문이었다. 그는 그 전에 될러스하임의 교구성당의 신부에게 모습을 드러내어 그의 아버지는 요한 게오르크 히들러라고 공언했지만 요한이 거의 20년 전에 사망했다는 것을 신부에게 드러내지는 않았다. 요제프 로메더(독일어: Josef Romeder), 요한 게오르크 히들러의 양자인 요한 브라이텐더(독일어: Johann Breitender), 엥겔바르트 파우크(독일어: Englebert Paukh) 3명의 증인 출석과 증언을 받은 신부가 이에 수응하여 새로 개명된 성과 알로이스가 요한 게오르크 히들러의 합법적 자식임을 기록부에 집필해 놓았고, 세례명을 '히들러'라고 개칭해 주었다. 당국은 자동적으로 교회의 개정을 처리했는데 당시 교회의 권위를 생각했을 때 이것은 매우 필수적인 조치였다.
그리고 공식적으로는 1877년 1월 6일, 미스텔바흐(독일어: Mistelbach)의 사무소에서 '알로이스 시클그루버'에서 '알로이스 히틀러'로 개정했다. 여기서 왜 그가 하필 히들러를 놔두고 히틀러라고 개명했는지는 아직까지 알려지지 않았으며, 이것의 가장 유력한 설로 사무소 서기의 실수라고도 한다. 어쨌든 역사적으로 그 전에 '히틀러'라는 말은 성으로써 사용되지 않았기 때문에 이때부터 처음 '히틀러'라는 말이 공식적으로 표준화되었다. 훗날 제2차 세계 대전에서 연합군은 이 사실을 거론하면서 아돌프 히틀러의 성은 본디 히틀러가 아닌 시클그루버라면서 "하일 시클그루버(시클그루버 만세)를 외쳐라!"라는 흑색선전용 소책자를 독일 대도시에 뿌리기도 했다.

### 결혼
1860년, 그는 텔카(독일어: Thelka)라는 한 사생아를 낳았는데, 아이를 낳은 여자와는 결혼하지 않아 그 아이와 여자, 그리고 그녀의 가족에 대한 기록은 역사에서 잊혀지고 아이의 이름만 겨우 전해지고 있다. 그가 최초로 정식 결혼을 한 년도는 1873년으로 아나 글라슬회러(독일어: Anna Glassl-Hoerer)라는 여성이었다. 당시 알로이스는 36세였다. 당시 안나는 성실한 여성이었고, 50살의 유복한 연초 감시관의 딸이었다고 한다. 그러나 안나는 결혼 직후에 병을 얻어 그들 사이의 관계는 원만하지 않았다.
1875년 알로이스가 브라우나우암인으로 발령받게 되면서 여인숙 꼭대기 층의 하숙집을 구했는데, 그때 알로이스의 2번째 부인인 19살의 여인숙 고용인 프란치스카 "프라니" 마첼베르거(독일어: Franziska "Franni" Matzelberger)를 알게 되었다. 당시 마첼베르거는 브라우나우암인 219번지 포머(독일어: Pommer) 여인숙에 취직되어 일하고 있는 여성 종업원 중 한 명이었다. 브래들리 스미스는 1870년대에 알로이스가 다수의 간통을 행했으며, 따라서 알로이스는 1870년부터 병든 아내인 안나와 별거를 하기 위해 합법적으로 쌍방의 합의하에 별거하게 된 1880년 11월 7일까지 그에게 많은 파문이 있었을 것이라고 주장한 바 있다. 당시 프란지스카는 43살의 알로이스의 '여차친구' 로 있었지만, 당국이 이혼을 허락하지 않는 로마 가톨릭교회 교회법에 의거해 이혼 신청을 철회했으므로 둘 사이가 당장 결혼할 수는 없었다. 그 동안에 프란지스카는 알로이스와 같이 있던 클라라 푈츨에게 다른 직업을 찾아 볼 것과 알로이스에게 클라라를 보내라고 요구했다고 한다. 이것의 연유는 다음과 같은데, 1876년, 그러니까 알로이스가 그의 첫 부인(안나)과 결혼 한 지 3년이 넘은 후에, 그는 처음으로 자신과 6촌 관계이자 그의 이종사촌이었던 클라라 푈츨을 집안의 '하인'으로 '고용' 했다. 그러나 하인이라고 하기보다는, 시중을 들어주기 위해 왔다고 할 수 있겠다. 당시 그녀의 나이는 16살이었고, 그녀에게 알로이스는 6촌이었고 네포무크에게는 증손녀였다. 그런데 만약 네포무크가 알로이스의 아버지라면, 클라라는 알로이스의 이복조카딸이 된다. 그리고 알로이스의 부친이 요한 게오르그라면, 클라라는 알로이스의 직계 조카이다.
1882년 1월 프란지스카 마첼베르거는 알로이스라고 이름이 붙여진 히틀러의 사생아를 낳았는데, 그때까지 정식으로 결혼은 하지 않았기 때문에 그 아이의 성은 마첼버르거라 지어졌고 따라서 '알로이스 마첼베르거(독일어: Alois Matzelberger)'가 되었다. 프란지스카는 이 아이에게 사생아라는 오명을 씌우지 않기 위해 반드시 그 아이의 이름을 '알로이스 히틀러'로 명명할 필요가 있었다. 알로이스 마첼베르거는 훗날 알로이스 히틀러 유니오어로 개명된다. 아직 그의 '합법적인' 아내가 병증을 앓고 있는 동안이어서, 알로이스와 프란지스카는 이 사실을 당분간 비밀로 해 두었고, 이후로부터(알로이스 마첼베르거 출산 후) 1달 후에 브라우나우암인에서 공무원 제복을 입고 45살의 나이에 정식으로 결혼했다. 당시 프란지스카는 21세였고, 알로이스 히틀러는 45세였다. 두 번째 아이를 낳기 전이었으며, 이때 알로이스는 첫 번째 아이 이름을 알로이스 히틀러 2세로 개명하고 이를 합법화했다. 이후 안나는 알로이스와 프란지스카 사이의 아이가 태어난 지 1년 후에 사망했으며, 당시 이혼은 하지 않고 '별거'하고 있던 알로이스는 상당한 보험금을 가질 수 있었다.
알로이스의 직업은 이제 매우 안정적이었기 때문에 그는 더 이상 승진에 대한 야망을 가질 필요도 없었다. 그런데 이때 프란지스카가 두 번째 자식인 앙겔라 히틀러(독일어: Angela Hitler)를 출생하러 비엔나로 갔을 때, 프란지스카는 갑자기 폐에 심각한 병을 앓게 되었다. 프라니(독일어: Frani, 프란치스카의 별칭)는 곧 브라우나우암인에서 가까운 란스하펜(독일어: Ranshafen)으로 이사를 가게 되었고, 알로이스가 그녀를 돌봐줌에 따라 아이와 집을 돌봐줄 사람이 없어 알로이스는 프란지스카의 '초기 경쟁대상' 이었던 클라라 푈츨을 다시 불러들였다. 그러나 이러한 간호에도 불구하고 프란지스카 마첼베르거는 1884년 8월 10일, 23세의 나이에 사망하게 되었다. 그의 자식 중 두 번째인 앙겔라 히틀러는 레오 라우발(독일어: Leo Raubal)과 결혼을 하여 3명의 자식을 낳았는데 이 중 한 명이 바로 히틀러가 '유일하게 사랑했던 연인' 이었던 앙겔라 "겔리" 라우발(독일어: Angela "Geli" Raubal)이었다.
그러나 프란치스카의 죽음은 히틀러에게 전혀 영향을 끼치지 않았다. 왜냐하면 그는 프란치스카를 당시 이미 임신 중이었던 클라라 푈츨과 '교체' 했기 때문이다. 브래들리 스미스는 히틀러가 그가 소망하던 대로 '자유'를 얻었기 때문에 클라라 푈츨과 즉시 결혼하고 싶어했지만 알로이스의 부계에 관한 문서에 의하면 알로이스는 클라라와 결혼하기에는 너무 가까운 친인척이었다. 그래서 그는 클라라가 이미 임신했다는 것을 언급하지 않은 채 교회에서 둘 사이의 친권을 공식적으로 삭제해 줄 것을 간청했고 그의 뜻대로 되었다.
1885년 1월 7일 아침 일찍 알로이스 히틀러와 클라라 푈츨은 폼머 여인숙 상층의 히틀러가 묵던 숙소에서 정식으로 결혼을 하였으며, 조촐한 식사가 몇 명의 손님들과 입회인들에게 주어졌다. 푈츨은 성을 개명해 히틀러로 바꿨다. 그런데 당황스러운 것은 히틀러가 결혼식을 올린 후 일터로 돌아가 그날 남은 시간동안 일만 했다는 것이며, 결국 클라라는 조촐한 의례밖에 가지지 못했다는 것이다. 또한 이 결혼식 동안 클라라가 알로이스를 계속 삼촌이라고 불렀던 점은, 결국 쌍방 모두 이 결혼식에 그다지 관심이 '없었다는' 것으로 판단될 수 있다. 이 결혼식이 이렇게 빨리 올려지게 된 것은 그때 클라라가 임신하고 있던(당시 5개월) 구스타프 때문이기도 했다.

## 알로이스 히틀러의 생부
알로이스 히틀러의 생부에 관한 문제는 아직까지 명확히 드러나지 않았다. 히틀러 역사가들은 다음의 세 인물들을 생부와 관련짓고 있다.
- 요한 게오르크 히들러. 알로이스 히틀러의 의붓아버지였으며 후에 알로이스는 요한을 생부라 주장했다.
- 요한 네포무크 히들러. 요한 게오르크 히들러의 동생이자 알로이스 히틀러의 의붓삼촌. 알로이스를 청소년 때 부양했으며 후에 상당 부분을 증여해 주기도 했지만 그가 실제로 알로이스의 생부라는 것에 대해 광범위하게 인정받을 적절한 증거는 발견되지 않았다. 다만 마리아가 그의 농장으로 알로이스를 보낸 것에 대해 이 주장에 무게가 실리기도 했다.
- 레오폴트 프랑켄베르거(독일어: Leopold Frankenberger). 한스 프랑크가 진술한 것으로, 그는 마리아 시켈크루버가 오스트리아 그라츠에서 프랑켄베르거 가문의 가정 조리사로 일할 당시 프랑켄베르거와의 교제로 알로이스를 출생했다고 말했다.

#### 요한 게오르크 히들러
상당한 히틀러 역사가들은 요한 게오르크 히들러가 알로이스의 생부라고 잠정짓고 있다. 마리아가 요한 네포무크 히들러의 농장으로 알로이스를 보낸 것은 요한 게오르크와 마리아가 알로이스를 부양하기에 재정적으로 벅찻기 때문이거나, 네포무크가 재정적으로 알로이스를 더 잘 보살펴줄 수 있을 것으로 생각해, 혹은 마리아가 건강상 악화된 이유 등으로 보낸 것으로 추측하고 있다. 실제로 마리아는 알로이스를 보낸 1847년 사망했다. 그러나 요한 게오르크와 마리아가 합법적으로 결혼했음에도 알로이스를 둘 관계에서 태어난 법적인 아들로 선고하지 않았다는 것은 이해가 되지 않는 대목이다. 요한 게오르크는 사망할 때까지 알로이스를 자신의 법적인 아들로 등재하거나 친족의 일원으로 영속시키지도 않았다.

#### 요한 네포무크 히들러
베르너 마저는 알로이스의 아버지가 요한 네포무크 히들러라고 주장했는데, 마저는 당시 관계를 한 다른 여자와 결혼한 상태였으며, 결혼한 부인과 아무런 불협화음 없이 알로이스를 부양하고자 하는 그의 생각으로 요한 게오르크와 마리아와의 결혼을 주선했다고 주장한다. 이런 추측은 요한 네포무크가 상황이 되었다면 마리아와 결혼할 의지가 있었다는 것인데, 이에 대해 요아힘 페스트는 마저의 주장은 부자연스럽고 사실과 동떨어져 있다고 주장했다.

#### 레오폴드 프랑켄베르거
1920년대 아돌프 히틀러가 정치적인 활동을 시작하던 시기에 그의 조상이 유대인이라는 루머가 퍼지기 시작했다. 아돌프 히틀러가 정적들에 의해 공적으로까지 제기된 이런 루머들에 대해 무슨 생각을 했는지에 대해서는 알려져 있지 않다. 히틀러의 조카인 윌리엄 패트릭 히틀러가 히틀러에게 루머와 관련된 협박 편지를 보냈을 때, 히틀러는 당시 그의 변호 임무를 맡고 있던 한스 프랑크에게 히틀러 가의 집안 내력을 조사해보라고 했다고 한다. 그런데 한스 프랑크가 제2차 세계대전 후 사형 집행을 받기 전 한 신부에게 고백한 것은 다음과 같다. 히틀러에게 조사 요청을 받은 그는 아돌프 히틀러의 증조할머니인 마리아가 오스트리아 그라츠에서 19살 정도의 아들이 있는 부유한 유대인인 레오폴트 프랑켄베르거의 가정부로 일했다는 것을 알아냈다고 했다. 뉘른베르크 재판 당시 기록된 프랑크의 진술에 의하면, 프랑켄베르거가 알로이스가 14살이 될 때까지 마리아에게 양육비를 지급해 주었다고 진술했는데, 이것이 프랑켄베르거가 알로이스의 양육비를 대 주었다면 그가 실제 생부가 아니냐는 추측을 불러 일으킨 것이다. 또한 프랑크는 마리아와 프랑켄베르거 사이의 편지도 몇 장 남아있었는데, 이 편지들이 프랑켄베르거의 아들이 알로이스의 생부라는 것을 언급하고 있었다고 말했으며, 마리아가 슈트로네스로 돌아올 당시 임신한 상태였는 것을 알아냈다고 진술했다.
이러한 프랑크의 주장은 1950년대 들어 광범위하게 퍼져나갔다. 그러나 1990년대 들어 이 주장은 역사가들에 의해 근본적으로 부정되었다. 히틀러 역사가인 이언 커셔(영어: Ian Kershaw)는 자신의 저서 Hitler : 1889-1936에 이러한 추측들은 히틀러의 정치적 정적에 의한 낭설에 불과하며, 15세기에 그라츠 지역의 유대인들은 추방되어 알로이스가 태어나기 전까지도 정착이 허용되지 않았으며, 마리아가 그라츠에 머문 그 어떠한 증거도 찾을 수 없다고 밝혔다. 1942년 하인리히 히믈러의 주도하에 게슈타포의 조사까지 이루어졌지만 아무런 변경사항은 없었다고 밝혔으며, 아돌프 히틀러의 조카인 윌리엄 패트릭 히틀러가 알로이스 히틀러의 생부가 프랑켄베르거라는 사실을 언론에 알리겠다며 아돌프 히틀러에게 보낸 협박 편지에 대해서도 이안 커셔는 이와 같은 소문은 여러 이유로 근거가 없다고 일축했으며, 더욱이 윌리엄 패트릭은 암살되지 않았다고 밝혔다.
마르크 페르메이런(Marc Vermeeren)이 2007년 발표한 저서인 De jeugd van Adolf Hitler 1889-1907 en zijn familie en voorouders에 의하면 윌리엄 패트릭 히틀러의 Y 염색체가 히들러 가의 염색체를 공유하고 있는 것이 밝혀짐에 따라 증조부가 프랑켄베르거라는 근거가 없다고 밝혔다. 이것이 확실하다면 프랑켄베르거가 알로이스 히틀러의 생부라는 주장은 더 이상 효력이 없게 된다.

## 알로이스와 클라라와의 관계
1885년 알로이스 히틀러와 클라라 히틀러가 결혼을 한 이후 이 두 부부가 낳은 아이들과 그 기록은 다음과 같다. 클라라는 총 6명의 자녀(아들 넷, 딸 둘)를 출생했지만, 그 중 4명이 유아기때 사망하게 된다. 이것은 결혼한 후 몇 년 동안 겨울에 자주 발병하는 소아기 전염성 질병인 디프테리아가 히틀러 가문을 강타했기 때문이었다.
1. 첫째(아들)인 구스타프 히틀러(독일어: Gustav Hitler)는 1885년 5월 17일 출생해 1887년 12월 8일 사망했다. 생존 기간 2년.
2. 둘째(딸)인 이다 히틀러(독일어: Ida Hitler)는 1886년 9월 25일 출생해 1888년 1월 2일 사망했다. 생존 기간 2년.
3. 셋째(아들)인 오토 히틀러(독일어: Otto Hitler) 역시 연 이어서 디프테리아로 사망했다. 오토는 1887년 5월 말에 출생해서 1887년 11월 초, 즉 같은 년에 사망했다. 생존 기간 6개월 미만.
4. 그러므로 넷째(아들)인 아돌프 히틀러(독일어: Adolf Hitler)가 맏이가 되었다. 아돌프 히틀러는 1889년 4월 20일 오후 6시 30분에 태어났다. 아돌프는 태어날 당시에 허약한 아이였다고 하지만, 세 아이를 잃은 클라라의 정성어린 보살핌으로 1살이 지나자 곧 건강하게 되었다고 한다. 당시 몸이 약해진 클라라가 낙태를 고려했다는 소문이 있지만 이는 전혀 사실이 아니며 낭설일 뿐이다. 정확히 말하자면 당시 클라라의 건강에는 아무런 이상이 없었다. 이는 히틀러 가문의 주치의였던 에드바르트 블로흐의 증언이다.
5. 1894년에 태어난 아돌프 히틀러의 동생 에드문트 히틀러(독일어: Edmund Hitler)는 1894년 3월 24일 출생, 1900년 2월 29일 6살로 사망했다.
6. 히틀러의 여동생인 파울라 히틀러(독일어: Paula Hitler)는 1896년 1월 21일 태어났다. 클라라 푈츨과 알로이스 히틀러 사이 관계에서의 마지막 아이다.

상기 4명의 아이들이 모두 사망했으므로, 히틀러 가의 직계 후손은 아돌프 히틀러 본인과 1896년 태어난 막내 여동생 파울라 히틀러만이 남게 되었다. 또한 알로이스는 전 부인 프란지스카의 자식들인 알로이스 히틀러 2세와 앙겔라 히틀러와의 관계를 유지하며 재정적으로 충당도 해 주었다고 한다.(결과적으로 이들도 알로이스의 정식 혈육이다.) 이후 1892년 알로이스의 가족은 브라우나우에서 파사우(독일어: Passau)로 이사를 가게 되는데 당시 알로이스는 55살, 클라라는 32살, 알로이스 2세는 10살, 앙겔라는 9살이었고 아돌프는 3살이었다. 이후 1894년 가족은 다시 린츠로 이사를 가게 되는데, 클라라가 당시 에드문트를 낳은 후였으므로 알로이스는 아이들과 클라라를 파사우에 머무르도록 결정했다. 히틀러는 여기서 1895년부터 1896년까지 피셀하름의 단급 국민학교에 다녔고, 1896년부터 1898년까지는 베네딕트파의 람바흐 수도원 학교에서 2학년, 3학년을 보냈다. 중학교인 인문계 김나지움에 다닌 것은 1900년 린츠로 다시 이주하게 된 후의 일이었다.
1895년 2월 알로이스는 람바흐(독일어: Lambach)의 저택에 거주하면서 근처의 하펠트(독일어: Hafeld)에 약 9에이커(36,000 m²)의 토지를 구입하였는데, 이 농장은 라우셔 구트(독일어: Rauscher Gut)라고 불렸다. 이것은 그가 은퇴 후 시골의 전원생활을 위하여 사 들인 토지였다고 하는데, 알로이스는 그의 은퇴 후 삶을 '온화한 농부'처럼 살기를 공상했으며, 여기에는 양봉과 수수한 전원 생활을 영유하는 것도 포함되었다. 그래서 그는 그의 가족을 농장으로 이사케 한 후 공직생활 40년인 1895년 6월 25일 58세의 나이로 은퇴했는데, 당시 공직자 연금으로 주어진 액수가 당시 초등교장의 봉급과 비슷한 액수였으니 이는 그의 직책과 권위를 잘 드러내준다고 하겠다. 그때까지 그는 공무원직으로 약 40년간을 봉사한 대가로 초등학교 출신으로는 매우 이례적인 승진과 권위를 가졌다. 이 사실은 그가 여실히 불합리한 조건에서 자신 스스로를 위해 얼마나 노력을 했고, 또 헌신적으로 자신의 소명에 몸바쳤다는 것을 증명해 주겠다고 하겠다. 그는 하펠트에 살면서 람바흐에서 농업에 종사하기 위해 가축 등을 사육했다고도 한다. 그러나 공무원으로써의 일생이 알로이스를 농부 생활이 어떠한지를 잊게 하였고, 더욱이 농사 경험이 없던 그는 9에이커의 땅을 손질하는 것이 그가 생각했던 것보다 더 많이 일을 해야만 하는 것을 알게 되었다. 그는 이러한 중노동을 원치 않았기 때문에 하펠트의 토지를 개간하지 않았고, 토지의 재산가치가 하락함에 따라 오히려 손해를 보자 그만두고 1898년부터 린츠 교외의 레온딩크에서 연금을 받으며 살게 되었다고 한다. 위에서 설명해 놓은 대로 1896년 1월 21일 파울라 히틀러가 출생하였다.
직장에서 벗어날 수 없던 히틀러는 가족들과 근근히 만날 수밖에 없었으며, 오로지 직장, 일밖에 모르던 '근신한' 남성이었던 알로이스에게는 가족들의 일상과 관련된 일은 그에게 짜증만을 안겨주었다. 히틀러는 육아나 교육, 그러니까 자식들에게 거의 관심이 없었던 이유로 이와 같은 일들을 모두 클라라에게 떠넘겼으며, 일이 없을 때는 술집에서 동료들과 시간을 보내던가 취미인 양봉을 쳤다. 브래들리 스미스는 알로이스가 항상 아이들에게 윽박지르고 소리질렀으며 린츠 시기에는 그가 전에 평소 마시던 주량의 배 이상을 마셨다고 추측하고 있으며, 이것이 아마 그가 사망한 이유가 될 것일 수도 있다고 설명한다. 여기서 '알로이스는 가정에서 항상 자기 중심적 폭군처럼 행동해 아돌프가 이상증세를 보였다'라는 식의 히틀러 가의 '전설'이 나온 것이다.
히틀러 역사가인 로버트 와이트는 "심지어 그와 가장 가까운 친구들도 알로이스가 클라라에게 굉장히 거칠게 대했으며 집에서 클라라에게 항상 폭언을 일삼았다고 생각했다"라고 말하고 있다. 실제로 알로이스는 폭언이나 폭력으로 클라라와 자식들을 상처주거나 창피를 주었고 몇몇 자료에 의하면 여러 정황으로 추측할 때 알로이스가 심지어 히틀러에게 가죽 채찍을 휘갈겼다는 주장도 제기되고 있다. 그래서 히틀러와 파울라는 알로이스에 대해 호감이 거의 없었으며 둘 모두 클라라를 좋아했다. 히틀러와 알로이스는 심각할 정도로 폭력적인 언사를 일삼았고, 히틀러는 자주 집을 나갔으며, 알로이스는 법이 뭐라고 하던간에 자기 아들에게는 한 푼의 유산이라도 절대 남겨주지 않겠다고 공언한 바 있다고 한다. 성년기 히틀러의 히스테리컬한 여러 증상도 바로 알로이스 히틀러가 그를 '다룬' 실정과 함께 유추하는 것이 학계에서 정설이 되고 있다. 실로 알로이스는 가솔들 모두에게 공포의 대상이었던 것이다.

## 아돌프와 알로이스와의 관계
아돌프 히틀러는 자서전인 나의 투쟁에서 12살이 되었을 때 알로이스가 '강제적으로' 권하는 공무원 대신 화가가 되고 싶어했다고 증언한다. 알로이스의 손에 이끌려 처음으로 관세국을 본 아돌프는 사무실 안에 갇혀 인생을 허비할 생각해 끔찍해졌다고 나의 투쟁에 저술되어 있다. 이후 히틀러가 소망한 화가라는 직업에 알로이스는 극구 반대했다.
나는 관리가 될 생각은 없었다. 어떠한 설득이나 진지한 훈계도 나의 이 생각을 바꿀 수 없었다. 나는 관리가 되고 싶지 않았다. 아니 싫었다. 무조건 싫었다. 아버지는 관리로서의 생활을 얘기해주고...직업에 대한 애착이나 가쁨을 눈뜨게 해주려고 여러 방법을 시도했지만 아무런 소용이 없었다. 자유가 없는 인간으로서 항상 사무실에 앉아 있어야 하고 자기 시간을 가질 수가 없을 뿐 아니라 모든 생활의 내용을 서식용지에 써넣는 일을 강요당해야만 한다는 것은 생각만 해도 하품이 나올 만큼 싫었다....— 히틀러, 《나의 투쟁》 제 1부 <민족주의적 세계관> 제1장 <생가에서> 의 소제목 <관리는 질색이다>

실제로 히틀러는 1934년에 총통이 되고 나서도 최대한 12시까지나 혹은 오후 4시까지 모든 일을 끝내고 개인 영화관에서 영화를 보거나 베를린국립오페라극장에서 오페라를 감상하곤 하고, 가끔씩 베를린 필하모닉 관현악단에서 푸르트뱅글러가 지휘하는 음악을 감상하였다.
나를 관리로 만들려는 아버지의 생각이 나의 원칙적인 관리 혐오증과만 대립하고 있을 동안은 이 충돌은 견딜 만했다....그러나 내 계획이 아버지의 의견과 대립하게 되자 문제가 심각해졌다. 이러한 문제가 발생한 것은 이미 12세 때라고 할 수 있다. 그 일이 왜 발생했는지는 지금도 알 수 없지만 어느 날 화가, 즉 예술가가 되겠다는 결심이 섰다....아버지가 원하는 생각을 새삼스럽게 거부했을 때 처음으로 그러면 무엇이 되고 싶냐는 질문을 받았다. 다소 느닷없이 지금까지 마음에 굳게 다짐하고 있었던 내 결심을 말했을 때 아버지는 놀라 잠시 말문이 막혀버렸다. “화가? 예술가?” 그는 나의 이성을 의심했다....이 점에 있어 그의 결심은 매우 단순했다. 그는 내게 실제 무슨 재능이 있을지도 모른다는 것은 전혀 생각해 보지 않았던 것이다. “예술가! 내가 살아 있는 한은 절대로 안돼!”....그러나 아들 또한....역시 같은 대답을 했다. 양쪽 모두 자기의 주장을 굽히지 않았다.— 히틀러, 《나의 투쟁》 제 1부 <민족주의적 세계관> 제1장 <생가에서> 의 소제목 <오히려 화가다>

알로이스는 그의 아들이 공직 내에서 그와 유사한 직업을 탐색하는 것을 원했으나, 아돌프는 이를 계기로 아버지를 상당히 멀리하게 되어서 알로이스가 원하는 그 어떤 것이라고 거절했다. 알로이스가 공무원의 임무를 찬양할 때 히틀러는 일생을 보잘것 없는 임무에 강요받으며 소비하는 것이라고 생각해 알로이스의 생각을 조소했다고 말한다. 알로이스는 아돌프가 그의 말에 복종하도록 위압하였으나 아돌프는 알로이스가 원하는 모든 것의 반대편에서 최선을 다했다. 알로이스는 히틀러에게 실제적이고, 분별있고, 현실적이며, 비종교적이고, 비정치적이며, 안정적이고 근면한 시민 공무원이 되기를 원했으나, 그러기에는 아돌프가 매우 게으르고, 낭만적이며, 몽상주의자이기도 했다. 또한 알로이스는 타인이 보기에는 매우 근면하고 성실하였으나, 가족에게는 거만한데다가 폭력적이기도 한 사람이었기 때문에, 종종 히틀러도 그에게 극심한 폭행을 당하기도 했다. 그래서 히틀러는 아버지를 꽤 존경하기는 했지만 되도록이면 멀리 했고, 대신 이런 이유로 온화한 성품의 어머니를 매우 좋아했다. 훗날(1933년) 독일 수상이 되고 나서 그가 비서에게 말하기를, 히틀러는 아버지의 매일같이 계속되는 매질 속에서 더 이상 울지 않게 되었으며, 나중에는 자신의 인내심을 시험하며 조용히 매질의 횟수를 세어나갔다고 했다고 한다.
이와 대질해 아돌프 히틀러의 실업학교 성적은 그의 여러 가지 성격을 증명해 주고 있다. 베르너 마저에 따르면 아돌프 히틀러는 '자기가 좋아하는 과목'의 성적, 즉 미술, 역사, 지리의 성적은 우수했다. 그러나 7학년 총합계 성적 때 품행은 5단계 평가제에서 우, 근면이 양, 자연사와 수학은 가의 성적으로 낙제했다. 8학년 때 수학이 계속 가로 나와 재시험 후 합격, 9학년 때는 프랑스어가 불합격이었고, 이때 전학하여 슈타이어 실업학교에서 10학년을 보냈다. 10학년 때 미술과 체육만이 우수했고 독일어와 수학에서 가, 지리, 세계사조차 성적이 미였다. 그러나 마저는 이와 같은 실업학교에서 성적이 나빴던 것은 그의 지성과 재능으로 보아 어울리지 않다고 했으며, 주입식 교육과 전형적인 빅토리아식 교육에 대한 히틀러의 반발 때문이라고 주장했다. 린츠 실업학교에서 독일어와 불어를 교육하던 빌헬름 휴머 교수는 히틀러에 대해서 재능은 풍부하지만 학교라는 테두리에 삽입하기는 어려운 학생이었고, 상당히 나태한 학생이라고 말했다.

## 죽음과 사후
1903년 1월 3일, 도시의 '슈티에플러'라는 술집에서 아침에 와인을 잔에 기울이며 신문을 보고 있던 그는 갑자기 돌연 쓰러졌고, 옆 방으로 옮겨진 후 몇 시간 후에 숨졌다. 그의 나이는 67세였고, 히틀러의 나이는 15세였다. 사인은 지금까지 정확히는 밝혀지지 않았으나 히틀러 가문의 개인 주치의였던 에드바르트 블로흐는 뇌일혈로 진단했고, 《나의 투쟁》에도 그렇게 쓰여져 있다.
히틀러는 알로이스의 죽음을 다음과 같이 서술했는데, 알로이스에 대한 일종의 존경심이 드러나는 대목이다.
...15세 때 돌연 아버지를 잃었다. 평소 매우 건강했던 아버지에게 갑자기 뇌일혈이 일어났던 것이다. 가족 모두를 슬픔에 몰아넣은 채 그는 아무런 고통도 없이 지상의 생을 마쳤던 것이다. 아버지가 더할 나위 없이 바랐던 일, 자신의 고달팠던 인생에서 자식을 지키고 생계를 함께 마련하려 했던 일은 당시 그로서는 외견상 달성하지 못했던 것이다. 그러나 그는 무의식 속에서도 당시 아버지도 나도 몰랐던 장래에 대한 맹아를 심어주고 있었던 것이다.— 히틀러, 《나의 투쟁》 제 1부 <민족주의적 세계관> 제1장 <생가에서> 의 소제목 <양친의 죽음>

《나의 투쟁》에서 히틀러는 아버지가 죽은 뒤 매우 빈궁한 생활을 전근했다고 서술하나, 실제 그는 당시의 대학 졸업자가 취직하여 얻는 수입보다 더 많은 연금을 받고 있었는데, 당시 히틀러 가문의 재력을 알 수 있다. 알로이스 히틀러의 3번의 결혼으로 상당한 결혼 지참금과 유산을 남겼다는 것이 현재 정설로 받아지고 있다. 즉 히틀러는 자기 자신의 생애를 고의적으로 비참하게 만듦으로써 자신을 더욱 신화적 존재로 '형성' 하려 하는 왜곡을 적어놓은 것이다. 생애 알로이스 히틀러의 월급은 당시 학교 교장이나 심지어 대학 교수보다도 높았다. 몇 년이 지난 1911년, 유방암으로 사망한 클라라에 대한 유산이 얼마 남지 않았을 무렵, 아돌프 히틀러가 맏이로써 숙모인 요제프 로메더(Josef Romeder)의 유산 대부분을 상속받게 되는데, 이 중의 유산의 반 정도를 여동생에게 양보했다고 한다. 실제로 히틀러가 정말로 힘들었던 것은 바이에른으로 가기 전 1년 동안이었으며, 그럼에도 싼 하숙집을 빌려 생활할 정도였다.

## 같이 보기
- 히틀러가

## 참고 자료
- 아돌프 히틀러, 서석연 옮김 《나의 투쟁》(범우사, 1996)
- 요아힘 C. 페스트, 안인희 옮김 《히틀러 평전》 (Verlag Ullstein, 1973, 푸른숲, 1998)
- 베르너 마저, 《Hitler: Legend, Myth and Reality》 (Penguin Books Ltd, 1973)
- 브래들리 F. 스미스, 《Adolf Hitler: His Family, Childhood and Youth》 (Hoover Instituted, 1967)